# Effetto Rossiter-McLaughlin
In astronomia, l'effetto Rossiter–McLaughlin è un fenomeno spettroscopico che si osserva ogni qual volta la componente secondaria di un sistema binario o un pianeta extrasolare transita sul disco della stella principale. Poiché quest'ultima ruota sul suo asse, un quadrante della fotosfera sembrerà spostarsi in direzione dell'osservatore, mentre il quadrante opposto sembrerà allontanarsi; si vengono a creare in tal modo degli spostamenti verso il rosso differenziali nello spettro della stella, che appaiono solitamente come un'estensione delle linee spettrali. Il transito della componente secondaria o del pianeta sulla primaria oscura una porzione del suo disco, impedendo che una parte della luce, spostata verso il rosso o verso il blu, raggiunga l'osservatore; ne consegue che il redshift medio osservato della componente primaria sembra variare rispetto al valore precedente. Man mano che l'oggetto transitante si muove verso il lato opposto del disco stellare, l'anomalia dello spostamento verso il rosso passerà da un valore negativo ad uno positivo, o viceversa.

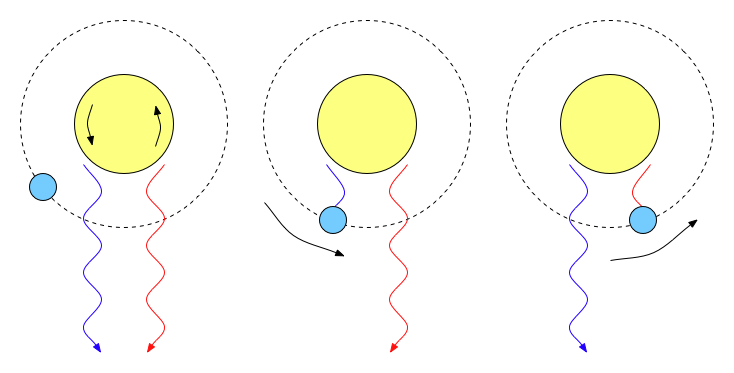
Illustrazione che mostra l'effetto di Rossiter–McLaughlin. L'osservatore è situato in basso. La luce proveniente dalla stella, che ruota in senso antiorario, è spostata verso il blu sul lato in avvicinamento, e spostata verso il rosso nel lato opposto. Man mano che l'oggetto transitante passa di fronte alla stella esso blocca prima la luce spostata verso il blu, poi quella verso il rosso, dando l'impressione che la velocità radiale apparente della stella vari, anche se in realtà resta costante.